# Mel Tillis

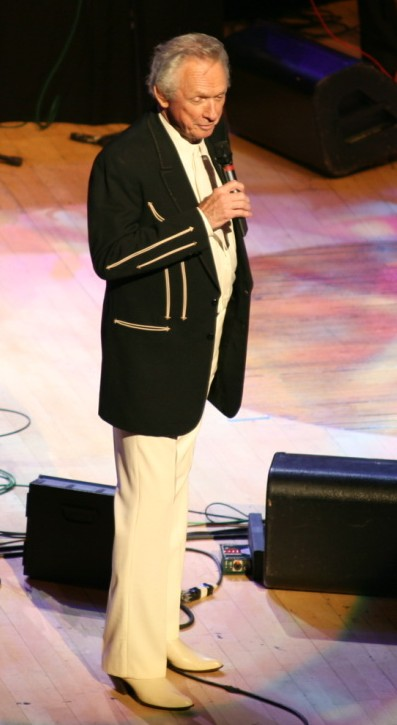
Mel Tillis (2007)

Lonnie Melvin „Mel“ Tillis (* 8. August 1932 in Tampa; † 19. November 2017 in Ocala) war ein US-amerikanischer Country-Sänger und -Songwriter, der zwischen 1958 und 1989 rund 80 Hits hatte, darunter sechs Nummer-eins-Erfolge in den Country-Charts wie I Ain’t Never, Good Woman Blues oder Coca Cola Cowboy.
Im Standardwerk Top Country Songs 1944-2005 wird er auf Platz sechs der erfolgreichsten Künstler der 1970er Jahre gelistet. Im Laufe seiner über sechs Jahrzehnte dauernden Karriere veröffentlichte er mehr als 40 LPs und schrieb rund 1000 Songs. Sein Markenzeichen war ein ausgeprägtes Stottern, das sich aber beim Singen nicht bemerkbar machte.

## Anfänge
Mel Tillis wuchs in Pahokee, Florida auf. Im Alter von drei Jahren begann er zu stottern. Als Ursache wird eine Malaria-Erkrankung oder der Kontakt zu einem stotternden Nachbarjungen angenommen. Sein Handicap begleitete ihn sein Leben lang und wurde sogar zu seinem Markenzeichen; seine 1984 veröffentlichte Autobiografie nannte er Stutterin' Boy, ein Kochbuch erschien mit dem Titel Mel's A-Cookin' with a d-d-dash of h-h-h-humor!, sein Privatflugzeug Stutter One, eine Langspielplatte bekam den Titel M-M-Mel.
Schon in frühen Jahren begann er Gitarre und Geige zu spielen. In der Schulband war er Schlagzeuger. Obwohl hochtalentiert, entschied er sich zunächst zu einer Laufbahn als Football-Spieler. Der Versuch, bei der US Air Force eine Pilotenausbildung zu erhalten, scheiterte an seinem Sprachfehler. Er blieb aber bei der Luftwaffe und leistete seinen Wehrdienst in Okinawa in Japan ab. 1955 studierte er kurzzeitig an einem College und schlug sich anschließend mit Gelegenheitsjobs durch. 1956 tauchte er mit einigen selbstgeschriebenen Songs in Nashville auf, konnte aber in der dortigen Country-Szene zunächst nicht Fuß fassen und kehrte nach Florida zurück.

## Karriere
Ein erster wichtiger Karriereschritt gelang ihm 1957, als Webb Pierce mit seinem Song I'm Tired Platz drei der Country-Charts erreichte. Durch den Erfolg ermutigt, siedelte er endgültig mit seiner schwangeren Frau nach Nashville über. Beim Columbia-Label erhielt er einen Schallplattenvertrag. Seine erste Single war kein Erfolg, aber mit dem von ihm komponierten Song der B-Seite, Honky Tonk Song, schaffte Webb Pierce Platz eins. Tillis war erstmals 1958 mit The Violet and a Rose in den Charts vertreten. Auch in den folgenden Jahren konnte er sich mehrfach im mittleren Bereich der Country-Hitparade platzieren. Web Pierce dagegen, der nach wie vor sehr gerne Mel-Tillis-Songs einspielte, war damit erfolgreicher. Auch andere Stars wie George Morgan oder Ray Price erzielten mit seinen Songs Hits. Mitte der 1960er war er Co-Autor des Bobby Bare Klassikers Detroit City.
1966 wechselte Tillis zum Kapp-Label. Hier konnte er mit Stateside, Life Turned Her That Way und Goodbye Wheeling gleich mehrfach in die Top-20 vordringen. Danach schrieb er einen weiteren Klassiker, Ruby, Don’t Take Your Love To Town, der erstmals 1967 veröffentlicht wurde und mit dem Kenny Rogers 1969 einen Welthit hatte. Die 1970er Jahre wurden zu seiner erfolgreichsten Dekade. Nach mehreren Top-10-Erfolgen gelang ihm 1972 mit I Ain’t Never sein erster Nummer-1-Hit. Bis Ende des Jahrzehnts folgten fünf weitere Top-Hits und etliche Top-10-Platzierungen. Außerdem trat er in mehreren Filmen auf. 1976 wurde er in die Nashville Songwriters Hall of Fame gewählt. Außerdem wurde er als CMA Entertainer des Jahres ausgezeichnet.
In den 1980er Jahren ließen Tillis’ Erfolge allmählich nach. Sein letzter Nummer-eins-Hit gelang ihm 1981 mit Southern Rains. Im selben Jahr nahm er eine Duett-LP mit Nancy Sinatra auf. Trotz häufiger Labelwechsel hatte er noch bis 1989 Hits in den Country-Charts. Ab Anfang der 1990er Jahre knüpfte seine Tochter Pam Tillis an seine Erfolge an. Mit ihr nahm er ebenfalls Duette auf. 2002 erschien Pam Tillis’ Tribut-Album It's All Relative - Tillis Sings Tillis mit Liedern ihres Vaters. Sein letztes Album You Ain’t Gonna Believe This erschien 2010.
Bemerkenswert waren auch Tillis’ Leistungen als Geschäftsmann und Investor. Er war an mehreren Musik-Verlagen beteiligt. 1998 wurde er Ehrenvorsitzender der Stuttering Foundation of America.

## Diskografie(Auswahl)
- 1962 – Heart Over Mind and Other Big Country Hits (Columbia)
- 1966 – Stateside (Kapp)
- 1967 – Life Turned Her That Way (Kapp)
- 1967 – Mr. Mel (Kapp)
- 1968 – Let Me Talk to You (Kapp)
- 1968 – Something Special (Kapp)
- 1969 – Who’s Julie (Kapp)
- 1969 – Mel Tillis Sings Old Faithful
- 1970 – She’ll Be Hanging ’Round Somewhere
- 1970 – One More Time (MGM)
- 1971 – The Arms of a Fool (MGM)
- 1971 – Live at the Sam Houston Coliseum (MGM)
- 1971 – Living & Learning/Take My Hand (MGM)
- 1972 – Would You Want The World to End? (MGM)
- 1972 – I Ain’t Never/Neon Rose (MGM)
- 1973 – Mel Tillis & The Statesiders on Stage (MGM)
- 1973 – Sawmill (MGM)
- 1974 – Let’s Go All the Way Tonight (MGM)
- 1974 – Stomp Them Grapes (MGM)
- 1975 – Best Way I Know How (MGM)
- 1975 – M-M-Mel (MGM)
- 1976 – Love Revival (MCA)
- 1977 – Heart Healer (MCA)
- 1977 – Love’s Troubled Waters (MCA)
- 1978 – I Believe In You (MCA)
- 1979 – Are You Sincere (MCA)
- 1979 – Mr. Entertainer (MCA)
- 1979 – Me And Peppe (Electra)
- 1980 – Your Body Is an Outlaw (Electra)
- 1980 – Southern Rain  (Electra)
- 1981 – Mel & Nancy (Electra)
- 1982 – It’s a Long Way to Daytona  (Electra)